# Merycoidodon
Genre
Merycoidodon est un genre éteint d’herbivores terrestres de la famille des Merycoidodontidae, vivant en Amérique du Nord de l'Oligocène au Miocène inférieur, entre environ −34 millions d’années et −16 millions d’années.

## Synonymes
- Blickohyus Schultz and Falkenbach 1968
- Cotylops Leidy 1851
- Eucrotaphus  Leidy 1851
- Genetochoerus Schultz and Falkenbach 1968
- Oreodon Leidy 1851
- Otionohyus Schultz and Falkenbach 1968
- Paramerycoidodon Schultz and Falkenbach 1968
- Prodesmatochoerus Schultz and Falkenbach 1954
- Promesoreodon Schultz and Falkenbach 1949
- Subdesmatochoerus Schultz and Falkenbach 1954

## Description
Les espèces du genre ressemblaient à des suidés avec une queue. Ils pouvaient atteindre 130 kg.

## Répartition géographique
Au total, environ 180 spécimens fossiles ont été découverts dans l'Ouest des États-Unis et au Canada.

## Liste d'espèces
- M. bullatus † Leidy, 1869
- M. culbertsoni † Leidy, 1848
- M. dunagani † Wilson, 1971
- M. major † Leidy, 1853
- M. presidioensis † Stevens et Stevens, 1996